# 朱家教
朱家教，廣東南拳拳術，為中國武術流派之一，是客家文化武術，是梅州非物質文化遺產。

## 源流
为清朝末年广东五华楂水区乌石头乡朱黄二首传，朱黄二辗转佛山等地学习武功，学有所成后回归故里，在族中传授武艺，颇负盛名，门徒众多，其子朱亚南武艺最精；朱亚南又传其子朱进，朱进继承父业，以习武行医为生，所传弟子甚广，后人将朱氏所教拳术称为“朱家教”。。